# Semperit
Semperit – austriackie przedsiębiorstwo zajmujące się produkcją wyrobów gumowych i plastikowych, jedna z najstarszych tego typu marek w Europie. Firma powstała w 1850 roku w miejscowości Wimpassing w Austrii, a w 1900 zajęła się produkcją opon do samochodów osobowych. Choć obecnie ma na swoim koncie serię innowacji, lata siedemdziesiąte XX wieku i kryzys naftowy przyniosły jej serię problemów finansowych. Dzięki działaniom inwestora w roku 1985 Semperit stał się częścią Grupy Continental. Austriackie przedsiębiorstwo ma też w swojej historii polski epizod: w okresie międzywojennym powstała fabryka zlokalizowana na terenie Krakowa. Jej nazwa to Polskie Zakłady Gumowe „Semperit”.

## Historia

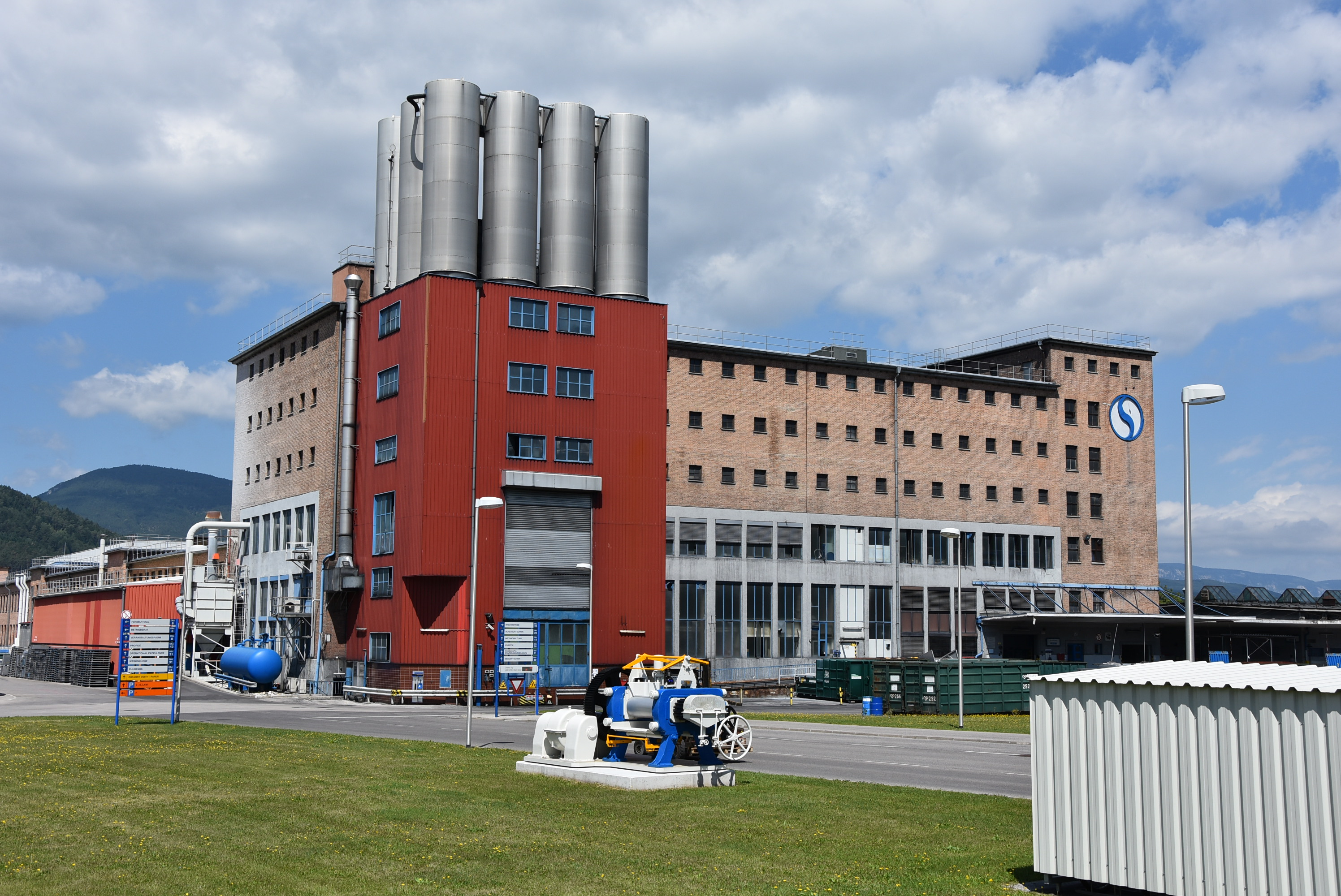
Fabryka Semperita w Wimpassing (2017).

Powstanie marki Semperit jest datowane na rok 1850, przy czym warto zaznaczyć, że oficjalnie nazwa pojawiła się dopiero w roku 1906. Twórcy zapożyczyli ją z łaciny, a konkretnie stwierdzenia semper it (co oznacza: „to zawsze działa”). W okresie między powstaniem firmy a utworzeniem jej nazwy do użytku oddano dwa zakłady. W 1850 utworzona została pierwsza na kontynencie europejskim fabryka wyrobów gumowych – w miejscowości Wimpassing. Kolejny warsztat został otwarty w roku 1896 w miejscowości Traiskirchen.
Seperit w swojej historii od zawsze stawiał na innowacje. Właśnie dlatego w roku 1927 w ofercie marki pojawiła się pierwsza opona do samochodów ciężarowych o konstrukcji pneumatycznej. W roku 1936 zadebiutowało kolejne rozwiązanie: Austriacy stworzyli pierwszą oponę zimową o nazwie Goliath. Dwie dekady później na rynku debiutują opony bezdętkowe i z białym malowaniem na ścianach, a w roku 1963 logo Semperita zaczyna gościć na oponach z kolcami M+S 181. Ostatni z produktów został sukcesem sprzedażowym w Europie i zajmuje jedno z głównych miejsc w portfolio producenta.
Lata siedemdziesiąte XX wieku minęły Semperitowi pod znakiem kryzysu naftowego, który skutkował załamaniem sprzedaży opon. Mimo początkowych problemów, już w latach osiemdziesiątych firma postawiła na zmiany. Na początek wdrożony został plan przebudowy i rozbudowy fabryki w Traiskirchen. Prace rozpoczęły się w roku 1984. Niespełna dwanaście miesięcy później austriackie przedsiębiorstwo zyskało partnera o ugruntowanej pozycji na rynku i w ramach przejęcia stało się częścią ogólnoświatowej Grupy Continental.
Pod wodzami niemieckiego właściciela Semperit stawiał na wdrażanie innowacji. Właśnie dlatego już w roku 1988 wprowadził do oferty pierwszą na świecie kierunkową oponę zimową przystosowaną do wysokich prędkości (o nazwie Direction-Grip). Później marka skupiła się na wysokiej jakości produktach głównego nurtu, skierowanych do szerokiej grupy klientów.

### Lata współczesne
Semperit od lat budował pozycję jednej z bardziej uznanych marek oponiarskich w Europie Zachodniej. W roku 2016 firma świętowała osiemdziesięciolecie pierwszej wyprodukowanej przez siebie opony zimowej. W 2020 z kolei obchodzone było 130-lecie istnienia przedsiębiorstwa. Marka odnosi sukcesy sprzedażowe w Europie, szczególnie w zachodniej części kontynentu, na takich rynkach jak Niemcy, Austria czy Holandia.
Jednym z kluczowych momentów dla Semperita było połączenie z Grupą Continental. Za sprawą wiedzy technologicznej niemieckiego partnera przedsiębiorstwo było w stanie udoskonalić swoje produkty. Opony Semperit poddawane są testom bezpieczeństwa, a w przypadku niektórych wykorzystywane jest ekologiczne ogumienie.
Semperit tworzy dziś zarówno opony letnie, jak i zimowe czy wielosezonowe.

### Opony Semperit w niezależnych testach
Opony marki Semperit często pojawiają się w niezależnych testach oponiarskich prowadzonych przez ważne z europejskich ośrodków badawczych, w tym ADAC, TCS czy ÖAMTC. Właściwości trakcyjne ogumienia sprawdzali też dziennikarze z niemieckiego magazynu Auto Bild. Wielokrotnie ogumienie Semperita było wyróżniane w czasie testów.

## Opony letnie
- 2018: test TCS/ÖAMTC, Semperit Comfort-Life 2 175/65 R14 – nota szczególnie polecana (2. miejsce)[7]
- 2018: test ADAC, Semperit Comfort-Life 2 175/64 R14 – nota dobra (2. miejsce)[7]
- 2018: test TCS/ÖAMTC, Semperit Speed-Life 2 205/55 R16 – nota szczególnie polecana[7]
- 2019: test TCS/ÖAMTC, Semperit Comfort-Life 2 185/65 R15 – nota polecana/zadowalająca[8]
- 2020: test TCS/ÖAMTC, Semperit Speed-Life 2 235/55 R17 – nota polecana/zadowalająca[9]

## Opony zimowe
- 2015: test ACE/GTÜ, Semperit Speed-Grip 2 225/50 R17 – nota polecana[10]
- 2016: test Auto Bild, Semperit Speed-Grip 2 205/55 R16 – nota dobra[5]
- 2017: test Auto Bild, Semperit Speed-Grip 3 225/45 R18 – nota polecana (3. miejsce)[6]
- 2019: test Auto Bild, Semperit Speed-Grip 3 225/45 R17 – nota dobra[11]